# 甘天地乡
甘天地乡，是中华人民共和国四川省凉山彝族自治州普格县曾经下辖的一个乡。2021年1月12日，撤销甘天地乡，原甘天地乡阿波洛村、采洛村、瓦洛村1组所属行政区域为花山镇的行政区域；原甘天地乡甘天地村、瓦洛村2至5组所属行政区域为日都迪萨镇的行政区域。

## 行政区划
甘天地乡撤销前下辖以下地区：
阿波洛村、瓦洛村、甘天地村和采洛村。